# Jaffueliobryum latifolium
Jaffueliobryum latifolium là một loài Rêu trong họ Grimmiaceae. Loài này được Thér. mô tả khoa học đầu tiên năm 1928.